# Absolutamente todo
Absolutely Anything (Absolutamente todo en español) es una película británica de ciencia ficción y comedia del año 2015 dirigida por Terry Jones, y escrita por Jones y Gavin Scott. La película está protagonizada por Simon Pegg y Kate Beckinsale, con las voces de Michael Palin, Terry Jones, Terry Gilliam, John Cleese, Eric Idle y Robin Williams, en su último papel.
Se trata de la primera película en la que trabajan juntos todos los miembros del grupo cómico Monty Python (excepto Graham Chapman, fallecido en 1989) desde El sentido de la vida en 1983, y también marca la primera película de Jones como director en casi 20 años. La película se estrenó el 14 de agosto de 2015 en el Reino Unido, por Lionsgate UK.

## Argumento
Neil Clarke (Simon Pegg) es un maestro de escuela desilusionado con su vida, que de repente se encuentra y utiliza la capacidad de hacer lo que el quiera, un reto otorgado a él por un grupo de alienígenas enloquecidos (John Cleese, Terry Gilliam, Eric Idle, Terry Jones y Michael Palin) que lo observaban desde el espacio. Mientras lucha para hacer frente a estos nuevos poderes encontrados y los eventos que se presenten posteriormente, él llama a su leal compañero canino Dennis (Robin Williams) que le ayudará en el camino.

## Reparto
- Simon Pegg como Neil Clarke.[3]
- Kate Beckinsale como Catherine.[3]
- Robin Williams como Dennis el perro.[3]
- Michael Palin como un extraterrestre.[3]
- Terry Jones como un extraterrestre.[3]
- Terry Gilliam como un extraterrestre.[3]
- John Cleese como un extraterrestre.[3]
- Eric Idle como un extraterrestre.[4]
- Joanna Lumley como Fenella.[3]
- Eddie Izzard como el director.[3]
- Rob Riggle como Grant.[3]
- Meera Syal como Fiona.[3]
- Sanjeev Bhaskar como Ray.[3]

## Producción
En una entrevista en marzo de 2014, con la revista Empire, Terry Jones habló sobre la trama de la película. Describió como Neil, un profesor en una escuela secundaria en su defecto, a quien se le da la capacidad de hacer absolutamente cualquier cosa solo al pedir que se haga. Sólo se da cuenta de que tiene esta capacidad después de decir «me gustaría hacer una clase de exitosa nave espacial extraterrestre y vaporizar a los del 4C» a un amigo, sólo para oír una explosión en la escuela en otro lugar y encontrar la clase de 4C destruida.
Jones le atribuye la idea de Absolutamente todo al cuento El hombre que podía hacer milagros de H. G. Wells, pero dijo que «acaba de cambiar fuera de todo reconocimiento de que esto fuera así». Además, explicó que el guion de la película ha sido desarrollado alrededor de 20 años, diciendo: «Yo sólo creo que es mi propio bebé realmente pero escribimos con Gavin  Scott, y hemos estado escribiendo durante 20 años, entonces Mike Medavoy anunció en 2010 o así, y le preguntó qué guiones había escondido en mi cajón del escritorio. Así que saqué Absolutamente todo - no literalmente, por supuesto - y aquí estamos». También habló sobre el carácter de Dennis el perro, diciendo: «Creo que va a robarse el show. Tenemos un perro de verdad, Mojo, que es muy obediente, y un perro maravilloso, un mestizo, pero se llevará a cabo el trabajo de CGI. Simon Pegg es un gran fan del perro, y él y Mojo se llevan muy bien. Antes de que Douglas Adams muriera, él miró por encima el guion y me dijo que las escenas de Dennis el Perro fueron las más divertidas ...» También habló sobre los diseños de los personajes alienígenas, diciendo: «James Acheson está haciendo los trajes, y él ya tiene una maravillosa variedad de extranjeros de diferentes tamaños y formas. La historia detrás de los alienígenas que interceptan la nave espacial Voyager, ya que deja el sistema solar y entran en el espacio intergaláctico - bueno, en realidad no es el espacio intergaláctico, pero pretenden que así es, de todos modos y ellos dicen que tienen que evaluar un terrícola al azar, dándoles estos poderes. Y recogen a Neil».
El 14 de septiembre de 2010, Absolutamente todo fue anunciada por primera vez, y también se anunció que John Oliver, Robin Williams, John Cleese, Michael Palin y Terry Gilliam fueron seleccionados para la película, con Eric Idle anunciado para unirse a sus compañeros el 20 de febrero de 2014. En enero de 2012, se anunció que la película se iba a comenzar a filmar en la primavera de 2012. El 11 de diciembre de 2013, Simon Pegg fue elegido como el personaje principal Neil Clarke. El 26 de febrero de 2014, Kate Beckinsale fue elegida para la película. El 19 de marzo de 2014, Rob Riggle fue introducido en la película. El rodaje y la producción comenzó el 24 de marzo de 2014 y terminó el 12 de mayo de 2014. El 28 de marzo de 2014, se anunció que Lionsgate UK distribuirá la película en el Reino Unido.

## Lanzamiento
Absolutamente todo se estrenó en los cines del Reino Unido el 14 de agosto de 2015, por Lionsgate UK.

## Banda sonora
El tema principal de la película es de Roger Taylor, interpretado por Kylie Minogue.